# Bela (dolina) - Koroška Bela
Bela (dolina) je skoraj 2 km dolga stranska dolina v Zgornjesavski dolini na severni strani te doline. Na začetku doline Bela je vas (naselje) Koroška Bela. Nad dolino je Belščica z »dvatisočaki« Mali vrh, Vajnež in Potoški Stol s skalno steno (skalnim robom) Rjave peči. Nad dolino so v Podbelščici planine : Potoška, Olipova in Stamare. Po dolini teče potok Bela. Dolina se začne med Strano, Malnežem in Lničami. Na vzhodni strani so še Hrastnik, Obešnik in Blažunove peči, na zahodni pa Debelo brdo in Stamarska peč (oboje, če gledamo z vasi). Dolino zaključujejo Viševnik, Črna (Tminčeva) peč in Dile. Po osrednjem delu doline je hrbet Kozji hrbet, ki je nasutje plazov in podorov z Belščice. Ob potoku Bela so še : Zevniki, Koničev stan, Krnica in Tesen. Nad vasjo sta tudi : na zahodni strani Turška jama in v skalnem robu stene Malneža Železno okno. Domnevno je bila dolina prvotno globoka (bela), neporaščena, skalnata  soteska, ki pa so jo kasneje izdatno zapolnili plazovi in podori. Največ je k temu prispeval porušeni hrib Čikla, ki je nekdaj stal v Podbelščici, na severni strani doline. Zaradi pogostega zasipavanja doline (plazovi, podori) so v dolini občasno nastajale ojezeritve, kar je povzročalo številne povodnji. Največjo je povzročil zadnji podor hriba Čikla, leta 1789. Dolino Bela, predvsem Zevnike so povodnji zasule v več plasteh (naj bi bilo 4 do 8 nasutij, morda celo več), zadnje nasutje (leta leta 1789), ki je zasulo tudi vas, pa naj bi bilo debelo celo 5 do 10 m, ponekod tudi več. Po nekaterih virih naj bi bilo to zadnje nasutje sestavljeno iz treh plasti. Zasut (nasut) je tudi večji del zemljišča (polja) proti koritu reke Save (skupaj zasuto več kot 300.000 m2).